# Evaldo Goncalves
Evaldo Rodrigues Goncalves (sinh ngày 10 tháng 1 năm 1981 tại Goiânia, Brazil) là một cựu cầu thủ bóng đá người Brasil. Ông được biết đến nhiều nhất khi thi đấu cho câu lạc bộ Hoàng Anh Gia Lai tại V.League 1.

## Danh hiệu
Hoàng Anh Gia Lai
- V.League 1
  - Á quân : 2010
  - Hạng ba: 2014